# Премаор (Тревизо)
Премаор је насеље у Италији у округу Тревизо, региону Венето.
Према процени из 2011. у насељу је живело 446 становника. Насеље се налази на надморској висини од 203 м.